# Tour de Doréna
Tour de Doréna är en bergstopp i Schweiz. Den ligger i distriktet Riviera-Pays-d'Enhaut och kantonen Vaud, i den sydvästra delen av landet, 50 km söder om huvudstaden Bern. Toppen på Tour de Doréna är 2 260 meter över havet.